# Miletus cataleucus
Miletus cataleucus är en fjärilsart som beskrevs av Hans Fruhstorfer 1913. Miletus cataleucus ingår i släktet Miletus och familjen juvelvingar. Inga underarter finns listade i Catalogue of Life.